# Yambetta (langue)
Pour les articles homonymes, voir Yambetta.
Le yambetta ou yambeta, aussi appelé njambeta, est une langue bantoïde méridionale parlée dans la région du Centre au Cameroun, dans le département du Mbam-et-Inoubou, au nord de l'arrondissement de Kon-Yambetta, au nord-ouest de Bafia.
En 1982 on dénombrait 3 700 locuteurs. C'est une langue en danger (statut 6b)

## Écriture
| a | b | c | d | ə | ɛ | f | g | i | j | k | ʼ | l | m | n | ŋ | o | ɔ | p | s | t | u | w | y |